# 灰毛蕨叶花楸
灰毛蕨叶花楸（学名：Sorbus pteridophylla var. tephroclada）为蔷薇科花楸属下的一个变种。

## 扩展阅读
- 維基物種上的相關：灰毛蕨叶花楸